# Frances Shand Kydd
Frances Ruth Shand Kydd, född Frances Ruth Roche den 20 januari 1936 i Sandringham i Norfolk, död 3 juni 2004 på Seil i Argyll and Bute i Skottland, var mor till prinsessan Diana.
Hennes far var baronen Maurice Roche som var en av kung George VI:s närmaste vänner. Hennes mor, Ruth Roche, var en av drottning Elizabeths bästa vänner och medlem i hennes hov i yngre år. Mellan 1954 och 1969 var hon gift med John Spencer, 8:e earl Spencer. Tillsammans fick de fem barn. Mellan 1969 och 1990 var hon gift med Peter Shand Kydd.